# Casal do Queijo
Casal do Queijo é uma localidade portuguesa da freguesia do Louriçal, situada entre Casais de Além e Vale da Cabra, no Município Pombal, Distrito de Leiria.

## Significado do nome
Etimológico: Casal: pequeno povoado; lugarejo; vilarejo; propriedade rústica; conjunto de propriedades aforadas. Queijo: espécie de bolo que se obtém de leite coalhado pela fermentação de caseína; coisa que dá interesse sem trabalho.
Popular: Casal do Queijo deve-se ao facto de antigamente existir uma senhora que fabricava queijo nessa região.